# Stadion Obernfelder Allee
Das Stadion Obernfelder Allee, offiziell Lübbecke-Stadion, inoffiziell auch FC-Stadion ist ein Sportstadion in der ostwestfälischen Stadt Lübbecke in Nordrhein-Westfalen. Das Stadion ist seit jeher Heimstadion des Fußballvereins FC Lübbecke.
Über das Zuschauerfassungsvermögen existieren unterschiedliche Angaben. Nach Angabe des FC Lübbecke bietet es Platz für 1.000 Zuschauer, andere Quellen sprechen von 3.000 Plätzen, während des letzten Feldhandballspiels im Jahre 1975 sollen 6.000 Menschen, nach anderen Quellen gar 10.000 Menschen Platz als Zuseher gefunden haben. Am Anfang des Spiels sollen es sogar 12.000 Personen gewesen sein, die dem Spiel beiwohnten.
Im Stadion Obernfelder Allee fand am 10. August 1975 mit dem Endspiel der Deutschen Feldhandball-Meisterschaft 1975 zwischen dem TuS Nettelstedt und der TSG Haßloch das letzte offizielle Feldhandballspiel in Deutschland statt.

## Lage
Das Stadion befindet sich im Süden der Kernstadt von Lübbecke und ist damit im Bezug auf die Gesamtstadt recht zentral gelegen. Es liegt in unmittelbarer Nachbarschaft zum Freibad Obernfelder Allee. Auf der anderen Seite, genau gegenüber dem Stadion befindet sich ein Sportplatz, ein reiner Fußballplatz ohne Laufbahn (ein ehemaliges Rugby-Feld aus Zeiten als Lübbecke noch Britische Garnison war), der auch vom FC Lübbecke genutzt wird. Die Anlage befindet sich an der Nordabdachung des Wiehengebirges auf rund 80 Meter über NN.
Der Haupteingang war früher über eine große Treppe von der Osnabrücker Straße aus erreichbar. Mit der sportlichen Talfahrt des FC Lübbecke nahm auch das Interesse an den Spielen des Vereins ab und der große Eingangsbereich wurde nicht mehr genutzt. Heute erreicht man den Sportplatz durch den direkten Eingang von der Obernfelder Allee.

## Ausstattung
Das Stadion verfügt über eine Naturrasenspielplatz von 105 m × 63 m, eine 400-Meter-Aschenbahn und eine Anlage für Weitsprung. Es gibt keine regulären Zuschauertribünen; der Zuschauerbereich beschränkt sich auf Stehplätze um die Laufbahn. Im Bereich der Kurven sind diese aber wallartig erhöht, so dass hier auch die „hinteren“ Zuschauer auch etwas vom Spielverlauf sehen können. Das gesamte Stadion, mit Zuschauerbereichen umfasst rund zwei Hektar, die Flächen für Zuschauerstehplätze rund 6.000 m².

## Sonstiges

### Letztes Feldhandballspiel Deutschlands
Am 10. August 1975, einem Sonntag, kam es bei knapp 40 Grad Celsius zum Endspiel im Stadion Obernfelder Allee, welches (nach Angaben des TuS N-Lübbecke) an diesem Tage mit 6.000 bis 10.000, zwischenzeitlich möglicherweise mit 12.000, Zuschauern gefüllt war.
Zu Beginn des Spiels konnte der TuS Nettelstedt mit einem 5:1 und 7:3 seine Favoritenrolle auf den Deutschen Meistertitel zwar noch untermauern. In der zweiten Halbzeit holten die Gäste aus der Pfalz jedoch immer weiter auf. Nachdem die Nettelstedter nach einem 12:14-Rückstand noch einmal zum 14:14 aufgeschlossen hatten, erzielte der Haßlocher Karl-Heinz Hubach in der letzten Spielminute den entscheidenden Treffer zum 14:15. Durch den Sieg der TSG Haßloch wurde die Mannschaft aus Rheinland-Pfalz, die vor der Einführung der Bundesligen im Feld- und Hallenhandball insgesamt zwanzig Mal weitestgehend erfolglos an Endrunden um die Deutsche Meisterschaft teilgenommen hatte, der letzte deutsche Feldhandballmeister und der TuS Nettelstedt konnte sich über eine Vizemeisterschaft freuen. Mit dem Finale 1975 endete die Geschichte der Sportart Feldhandball auf nationaler Ebene in Deutschland. In den folgenden Jahren wurden nur noch vereinzelt regionale Meisterschaften ausgetragen.

### Wartturmlauf
Das Stadion ist Start und Ziel des mittlerweile traditionellen Wartturmlaufs. Dieser Volkslauf mit dem Wendepunkt am Wartturm auf dem Wurzelbrink im Wiehengebirge findet im Juni jedes Jahres statt und ist 13,9 Kilometer lang und insgesamt 346 Höhenmeter müssen bewältigt werden.

### Erstes Kreissportfest nach dem Weltkrieg
Am 8. September 1946 fand auf dem Sportplatz Oberfelder Allee das erste Kreissportfest (des damaligen Kreises Lübbecke) nach dem Weltkrieg II statt.